# RC Donau Wiedeń
RC Donau Wien – austriacki klub rugby z siedzibą w Wiedniu. Klub został założony w 1989 roku jako zespół młodzieżowy pod nazwą RC Wien. W tym samym roku wygrali pierwszy Austrian Youth Championships, które ponownie wygrali w 1991 roku. Z czasem utworzono drużynę seniorką. Połączyli się z RC Wiedniu w 1999 roku.

## Sukcesy

### RC Wien
- Bundesliga
  - 1993, 1995, 1996, 1997, 1998, 1999, 2000, 2001, 2002
- Austro-Moravia Cup
  - 1997, 1998

### RC Donau
- Bundesliga
  - 2003, 2004, 2005, 2006
- Austrian Sevens Championships
  - 2008, 2010